# DR Ung
DR Ung er også kendt som DR's ungdomsredaktion, som indtil 1/1 2010 var en selvstændig afdeling i DR. DR Ung blev herefter lagt sammen med P3's webafdeling under navnet Ung Community, mens DR Ung's søsterafdeling Ung Musik, som producerer programmerne Boogie og P5000, bliver lagt sammen med radiodelen af P3.
DR Ung blev oprettet i 1999 fortrinsvis sammensat af medarbejdere fra Børne- og Ungdomsafdelingen (TVs ungdomsredaktionen) og P4 (Radioens ungdomsredaktion).
DR Ung har produceret tv-programmer til DR1 og DR2, radioprogrammer til P1, P3, DR's digigtale radiokanaler (DAB), samt interaktivt indhold til DR's website. Den var DR's første "tri-mediale" afdeling med kompetencer med at producere og levere indhold til radio, tv, internet og mobiltelefon.
DR Ung har stået for Talentholdet/Talentværkstedet, som gennem tiderne har udklækket mange af DR's kendte værter som for eksempel Signe Muusmann, Adam Duvå Hall, Kristian Leth, Iben Maria Zeuthen, Mikael Bertelsen, Simon Jul Jørgensen og Andrea Elisabeth Rudolph samt komiker-trioen Drengene Fra Angora.

## Produktioner

### Tv-produktioner
- OK Tone (1997)
- Bertelsen Talkshow (1999)
- Partiet (2000)
- Kleinroks Kabinet (2001)
- Banjos Likørstue (2001 – 2002)
- Bertelsen – De uaktuelle nyheder (2002)
- Torsdag i 2'eren (2002)
- Boogie (2002 – 2010 )
- SKUM TV (2006 - 2009)
- Rockerne (2002 og 2003)
- Go' Røv, Go Weekend (2003)
- Det ægte par (2004)
- Drengene Fra Angora (2004)
- Danes For Bush (2004)
- Tal med Gud (2004)
- Tro, håb og afhængighed (2003)
- Clement Direkte (2005 og 2006)
- Aspen Delight (2005)
- Blokken (2005 – )
- Humorakademiet (2005)
- LigaDK (2005 – )
- Musikprogrammet (2005 – ) (senere produceret af DR Musik)
- Negermagasinet (2005)
- Ungefair (2005)
- Det Vildeste Westen (2005)
- Trio Van Gogh (2007)
- Hollywood Redaktionen (2007)
- Yallahrup Færgeby (2007)
- Bonjour & Goddaw (2008)
- Chapper & Pharfar (2009)
- SPAM (2008)
- Hjerteflimmer (2008)
- Pirat TV på DR2 (2010)

### Radioproduktioner
- Tværs (1972 – )
- Kronometer (2001-2005)
- Klubværelset (2005 – )
- Det Elektriske Barometer (1986 – )
- De Professionelle (2003)
- Missionærerne (2005)

### Internetproduktioner
- SKUM (2001 – 2011)
- Mujaffaspillet
- Hundeparken (2003 – )
- dr.dk/u/ (tidligere dr.dk/ung/) (2005 – 2011)
- Pirat TV (2009 – 2011)